# Ужаси
Ужаси, или хорър (от англ. horror – ужас), е основен жанр на фантастиката, създаден, за да изплаши или ужаси публиката. Думата horror е от латински произход. Европейската фантастика на ужасите се е утвърдила благодарение творбите на древногръцките и древноримските писатели.
Исторически погледнато, причината за появата на „ужаса“ възниква при появата на злото или погрешно разбраните неестествени случки в човешкия живот. От 1960 г. насам всяка творба с патологична, ужасяваща или сюрреалистична тема се определя като „ужас“. Ужасите понякога се застъпват с научната фантастика и фентъзито, които често се поставят под общия знаменател на фантастиката.

## Ранни хорър творби
Още в ранните творби, достигнали до нас, се забелязват хорър елементи и случки. Във вавилонския, индийския, китайския и японския фолклор срещаме приказки за демони и вампири. Някои от разказите, колекционирани от братя Грим, също могат да се квалифицират като хорър произведения.
Основата на модерните творби на ужасите се корени в готическите романи, станали популярни в края на 18. и началото на 19 век и най-ярко представени от английската писателка Ан Радклиф с „Потайностите на Удолфо“ (срещан и като „Тайните на Удолфо“) (1794) и от Хорас Уолпоул със „Замъкът Отранто“ (1764). Едно от обезсмъртените и често подражавани хорър произведения е романът на Мери Шели – „Франкенщайн“ (1818, публикувано през 1831), създадено по образец на готическите творби.
По същото време Джон Уилям Полидори създава типа произведение за вампири, станал известен с неговия роман „The Vampyre“. Този тип неестествен герой, комбиниращ у себе си зло и злокобен чар, бива използван и преработван от множество автори на ужаси.
Към по-късните готически хорър творби се причисляват „Дракула“ на Брам Стокър и „The Turn of the Screw“ на Хенри Джеймс. Ранните произведения на ужасите използват настроението на публиката и множество тънкости, за да създадат характерната зловеща атмосфера, като отбягват откровеното насилие и бруталните случки.
Други ранни представители на жанра са писатели като Едгар Алън По и Хауърд Лъвкрафт, които често са определяни като майстори на изкуството на ужаса. В своето есе „Supernatural Horror in Literature“, Лъвкрафт изтъква разказите на М. Р. Джеймс като най-добрите класически английски разкази за духове. Творбите на Джеймс избягват шок ефекта и често включват оксфордския антиквар като герой. „Върбълаците“ на Алджърнън Блакуд и „The Beckoning Fair One“ на Оливър Ониън се считат за най-добрите истории за призраци. Лъвкрафт и Шеридан ле Фану наричат своите произведения „странни разкази“.
Ужасите стават популярни през 20-те години на ХХ век с появата и възхода на американските „pulp“ списания (за евтини сензации). Първото подобно списание е „Странни приказки“ („Weird Tales“), чийто първи брой е публикуван през март 1923 г. Неговото съдържание включва много от разказите на Лъвкрафт, както и творби на някои други писатели като Огъст Дърлет, Кларк Аштън Смит, Е. Хофман Прайс, Сийбъри Куйн и Робърт Блох. На по-ниско интелектуално ниво са така наречените „weird menace“ разкази (или „shudder pulps“) като „Булевардна мистерия“ и „Страшни истории“, които предлагат на читателите по-пряка форма на ужас.

## Съвременни ужаси
Някои от модерните автори на ужаси използват ярки изображения на брутално насилие, за да шокират или забавляват читателите си. Този път на развитие на жанра заклеймява хорър произведенията като творби, лишени от литературни качества. Други писатели, като Рамзи Кембъл и Томас Лиготи, отхвърлят тази тенденция.
Едни от съвременните и най-известни писатели на ужаси са Дийн Кунц, Клайв Баркър и Стивън Кинг. В своите произведения те често успяват да предизвикат страх у читателя без дори да използват ужасяващите картини, характерни за преобладаващите произведения от жанра.
Хорър жанрът не се ограничава само до литературата. Съществуват множество филми на ужасите, сред които се нареждат известни заглавия, като Дракула, „Хелоуин“, „Кошмари на Елм стрийт“ и „Нощта на живите мъртви“.
Някои компютърни игри също използват хорър елементи. Примери за такива са Resident Evil, Silent Hill, VtM:Bloodlines и VtM:Redemption, Quake, част от Half Life 2, Doom сериите и специално Doom 3. Също така съществуват някои хорър-базирани ролеви светове като Ravenloft и World of Darkness.